# Галиера Венета
Галиѐра Вѐнета (на италиански: Galliera Veneta; на венециански: Galièra, Галиера) е градче и община в Северна Италия, провинция Падуа, регион Венето. Разположено е на 49 m надморска височина. Населението на общината е 7141 души (към 2010 г.).